# Firmen am Abgrund
Firmen am Abgrund (Originaltitel: Inside the Storm) ist eine singapurische Dokumentarserie des Nachrichtenkanals Channel NewsAsia.

## Inhalt
Die Dokumentarserie behandelt mit Insidern, Autoren und Journalisten gewagte Aufstiege und ruinöse Zusammenbrüche von Weltunternehmen der Technologie-, Investment-, Reise- und Unterhaltungsbranche.

## Episodenliste

### Staffel 1
| Nr. (ges.) | Nr. (St.) | Deutscher Titel                          | Originaltitel       | Erstausstrahlung Singapur | Deutschsprachige Erstausstrahlung (D/A/CH) | Regie          |
| ---------- | --------- | ---------------------------------------- | ------------------- | ------------------------- | ------------------------------------------ | -------------- |
| 1          | 1         | Das Foto-Unternehmen Kodak               | Kodak               | 3. Jan. 2016              | 18. Okt. 2017                              | Philip Carter  |
| 2          | 2         | Die Investmentbank Barings Bank          | Barings Bank        | 10. Jan. 2016             | 18. Okt. 2017                              | Leo Gizzi      |
| 3          | 3         | Die Fluggesellschaft Kingfisher Airlines | Kingfisher Airlines | 17. Jan. 2016             | 18. Okt. 2017                              | Philip Carter  |
| 4          | 4         | Die Investmentbank Lehman-Brothers       | Lehman Brothers     | 24. Jan. 2016             | 18. Okt. 2017                              | Sarah Bagharib |

### Staffel 2
| Nr. (ges.) | Nr. (St.) | Deutscher Titel                | Originaltitel   | Erstausstrahlung Singapur | Deutschsprachige Erstausstrahlung (D/A/CH) | Regie     |
| ---------- | --------- | ------------------------------ | --------------- | ------------------------- | ------------------------------------------ | --------- |
| 5          | 1         | Lego – Das Baustein-Imperium   | LEGO Group      | 25. Jan. 2017             | 30. Aug. 2018                              | Leo Gizzi |
| 6          | 2         | –                              | Garuda Airlines | 1. Feb. 2017              | N/A                                        | Leo Gizzi |
| 7          | 3         | Fujifilm – Der Foto-Spezialist | Fujifilm        | 8. Feb. 2017              | 30. Aug. 2018                              | Leo Gizzi |
| 8          | 4         | Nintendo – Die Spiele-Legende  | Nintendo        | 15. Feb. 2017             | 30. Aug. 2018                              | Leo Gizzi |

### Staffel 3
| Nr. (ges.) | Nr. (St.) | Deutscher Titel                   | Originaltitel | Erstausstrahlung Singapur | Deutschsprachige Erstausstrahlung (D/A/CH) | Regie          |
| ---------- | --------- | --------------------------------- | ------------- | ------------------------- | ------------------------------------------ | -------------- |
| 9          | 1         | Marvel – Imperium der Superhelden | Marvel        | 15. Nov. 2017             | 10. Nov. 2019                              | Indra Nienhaus |
| 10         | 2         | –                                 | Olympus       | 22. Nov. 2017             | N/A                                        | Sanjay Revee   |
| 11         | 3         | –                                 | Nissan        | 29. Nov. 2017             | N/A                                        | Leo Gizzi      |
| 12         | 4         | –                                 | Philips       | 6. Dez. 2017              | N/A                                        | Leo Gizzi      |

### Staffel 4
| Nr. (ges.) | Nr. (St.) | Deutscher Titel                       | Originaltitel  | Erstausstrahlung Singapur | Deutschsprachige Erstausstrahlung (D/A/CH) | Regie                                 |
| ---------- | --------- | ------------------------------------- | -------------- | ------------------------- | ------------------------------------------ | ------------------------------------- |
| 13         | 1         | Uber – Herausforderung aus Asien      | Grab           | 1. Aug. 2018              | 23. Sep. 2020                              | Hafizah Abdul Wahid, Naqiyah Shapudin |
| 14         | 2         | –                                     | Apple          | 8. Aug. 2018              | N/A                                        | Paul Wu                               |
| 15         | 3         | General Electric – Die Küchenschlacht | Haier          | 15. Aug. 2018             | 23. Sep. 2020                              | Au Yong May Ling                      |
| 16         | 4         | Japan Airlines – In Turbulenzen       | Japan Airlines | 22. Aug. 2018             | 23. Sep. 2020                              | Sanjay Revee                          |
| 17         | 5         | –                                     | Starbucks      | 29. Aug. 2018             | N/A                                        | Leo Gizzi                             |

## Hintergrund
Die in Produktion von Make Productions und Media Development Authority entstandene erste Staffel wurde ab dem 3. Januar 2016 auf dem singapurischen Nachrichtenkanal Channel NewsAsia unter dem Titel Inside the Storm: Lessons from the Boardroom ausgestrahlt. Mit der durch die Firma montage+ Filmproduktion GmbH bearbeiteten deutschen Fassung erfolgte die Veröffentlichung in Deutschland am 18. Oktober 2017 auf ZDFinfo.
Unter dem Titel Inside the Storm: Back from the Brink erschien die von Make Productions produzierte zweite Staffel ab dem 25. Januar 2017 erneut auf Channel NewsAsia. In deutscher Fassung, bearbeitet von montage+ Filmproduktion GmbH, wurden auf ZDFinfo 3 von 4 Episoden der zweiten Staffel am 30. August 2018 veröffentlicht.
Auch die dritte von Make Productions produzierte Staffel erschien mit dem Begleittitel Back from the Brink und wurde ab dem 15. November 2017 auf Channel NewsAsia ausgestrahlt. Diesmal jedoch veröffentlichte ZDFinfo am 10. November 2019 ausschließlich eine Folge der Staffel. Die deutsche Synchronisation übernahm ZDF Digital.
Die vierte Staffel erschien auf Channel NewsAsia ab dem 1. August 2018 unter dem Titel Inside the Storm: The next Chapter und wurde von MAKE Waves Media in Zusammenarbeit mit Channel NewsAsia produziert. Am 23. September 2020 veröffentlichte ZDFinfo 3 von 5 Episoden deren deutsche Synchronisation erneut ZDF Digital übernahm.